# Хидзэн (провинция)
Хидзэн (яп. 肥前国 Хидзэн но куни) — историческая провинция в Японии.
Провинция Хидзэн располагалась на северо-западе острова Кюсю и граничила с провинциями Тикудзэн и Тикуго. Нынче его территория входит в префектуры Сага и Нагасаки. В префектуру Нагасаки входят также части провинций Цусима и Ики.
Провинция Хидзэн возникла при разделе более древней провинции Хи — на провинцию собственно Хидзэн (Передняя Хи) и провинцию Хиго (Задняя Хи). Последняя была впервые письменно упомянута в Сёку Нихонги в 696 году.
Центр провинции Хидзэн находился близ города Ямато. В XVI столетии Тоётоми Хидэёси, находясь в провинции Хидзэн, руководил вторжением японской армии в Корею. В Период Муромати Хидзэн одной из первых в Японии пришла в соприкосновение с португальскими и испанскими мореплавателями, купцами и миссионерами. В XVI—XVII столетиях здесь распространяется христианство. В 1637—1638 годах Хидзэн становится местом действия восстания в Симабаре, после чего исповедовать христианство было запрещено. В период Сэнгоку (XV — нач. XVII вв.) провинция была поделена на множество мелких княжеств, владетели наиболее значимых из которых имели свои резиденции в городе Сага.